# Nephrotoma crocata
Nephrotoma crocata là một loài ruồi trong họ Ruồi hạc (Tipulidae). Chúng phân bố ở miền Cổ bắc.

## Hình ảnh

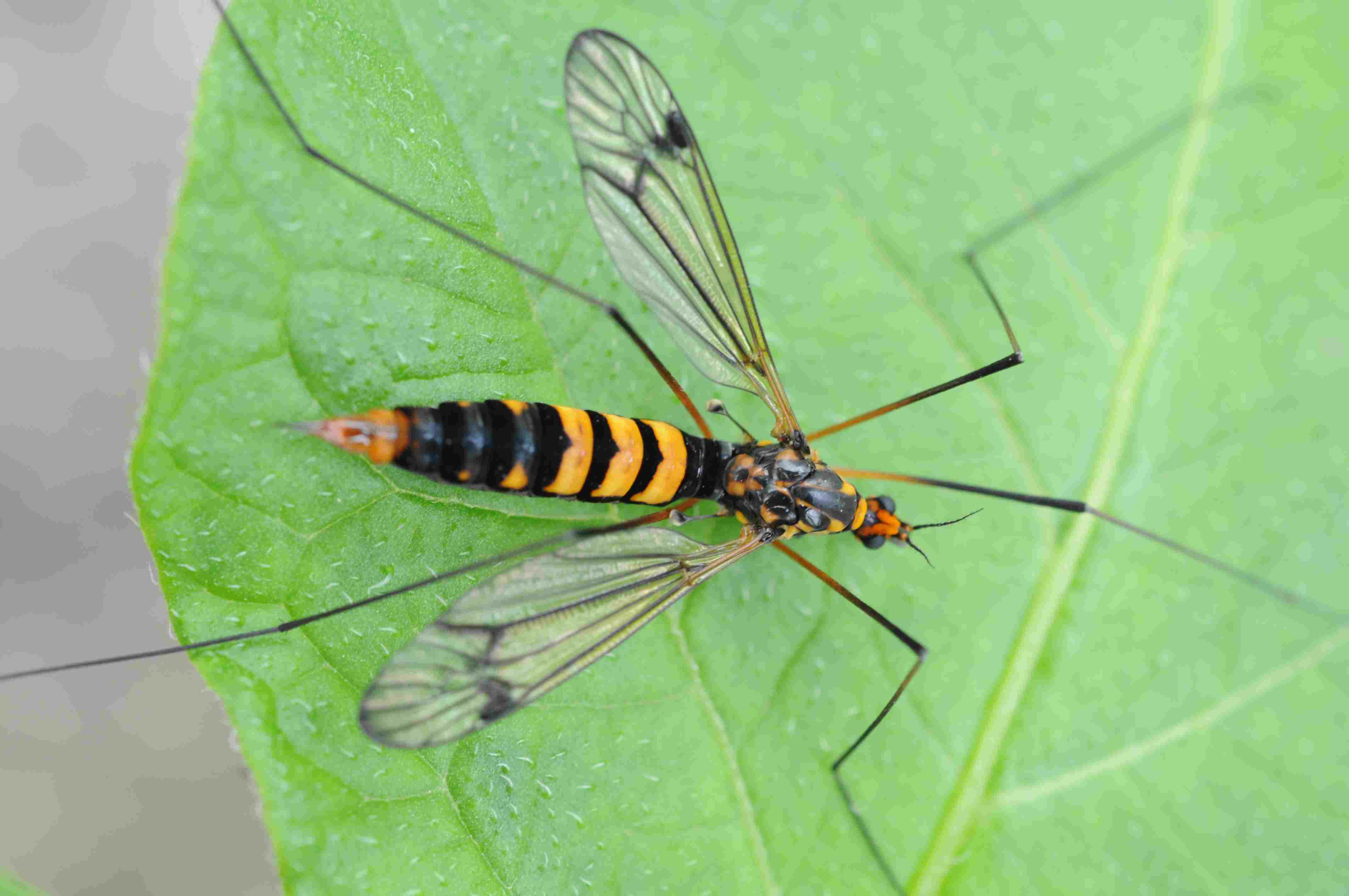
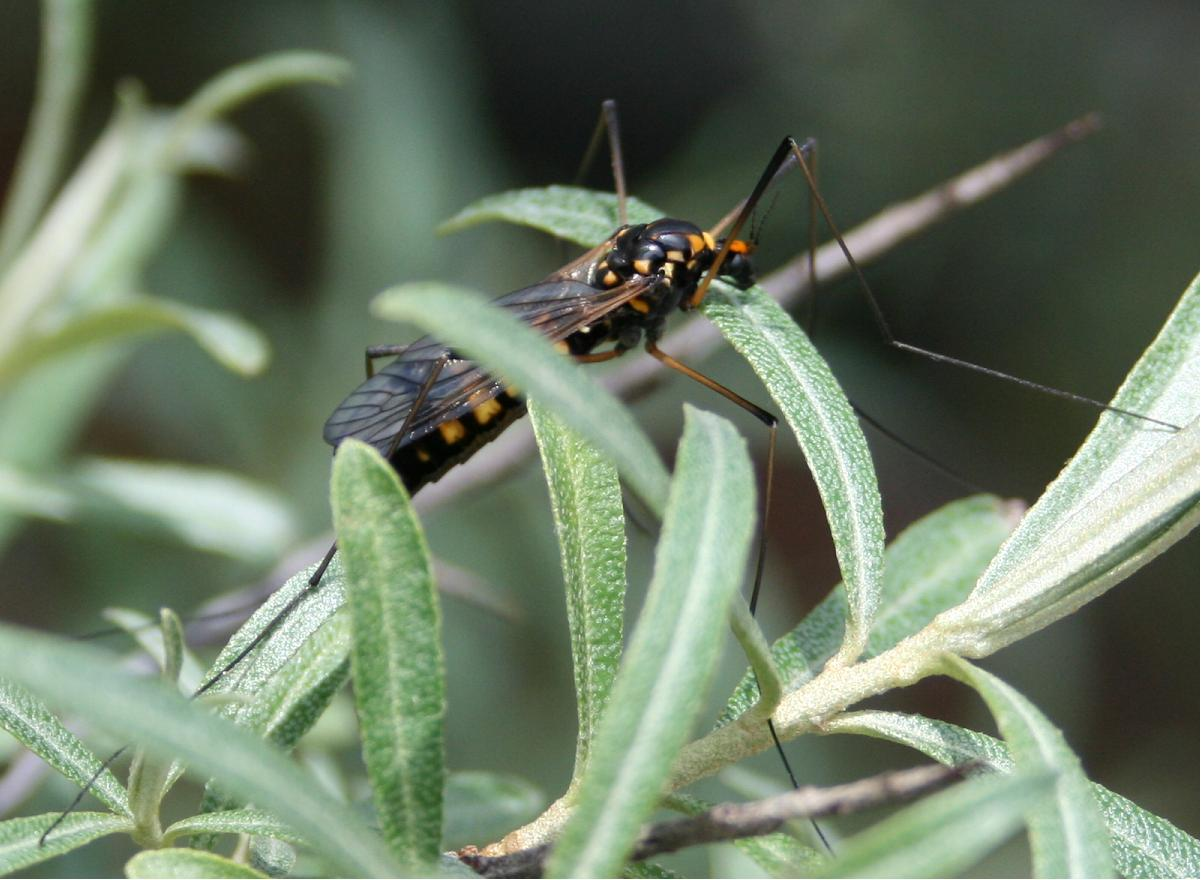
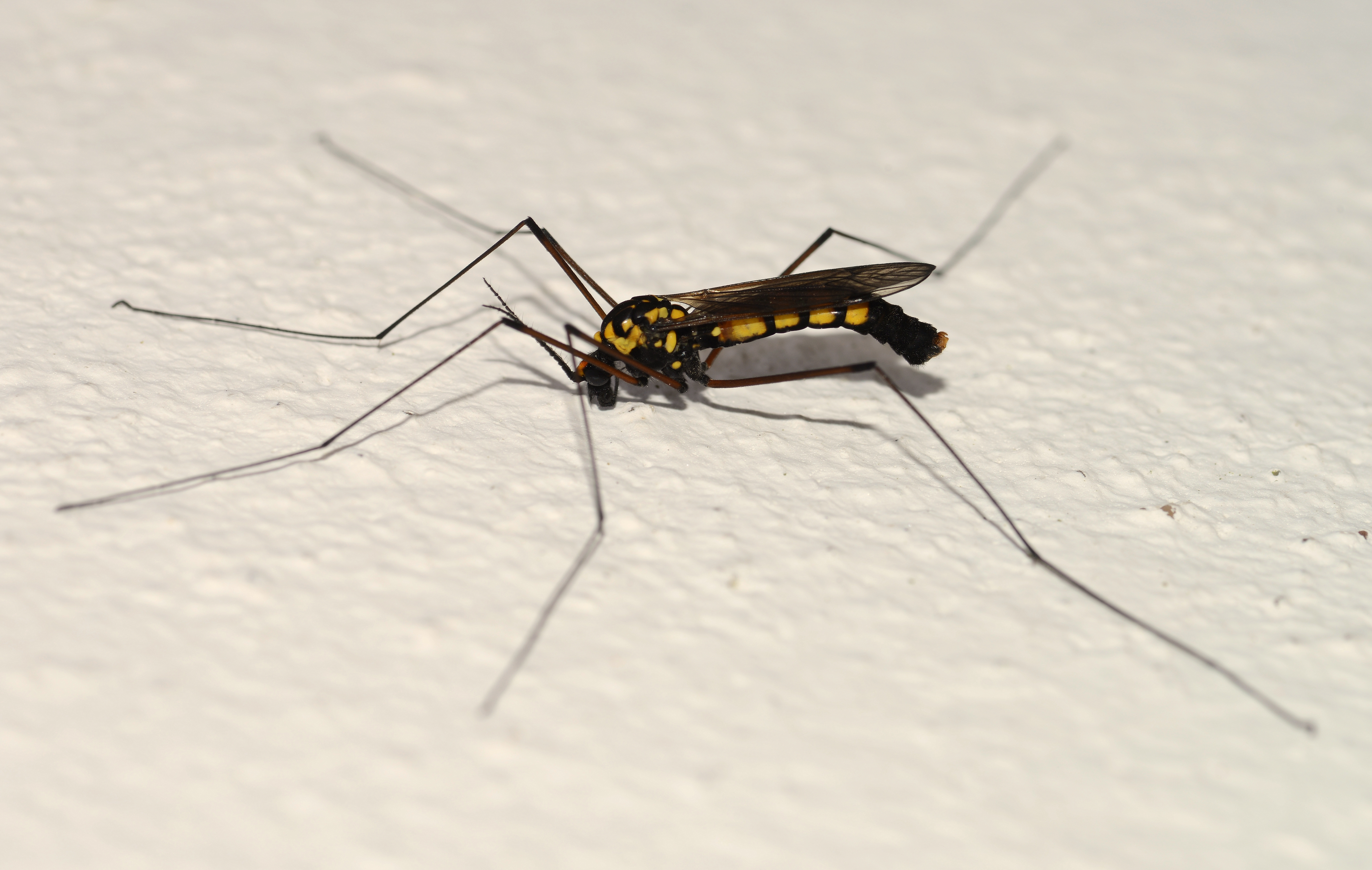
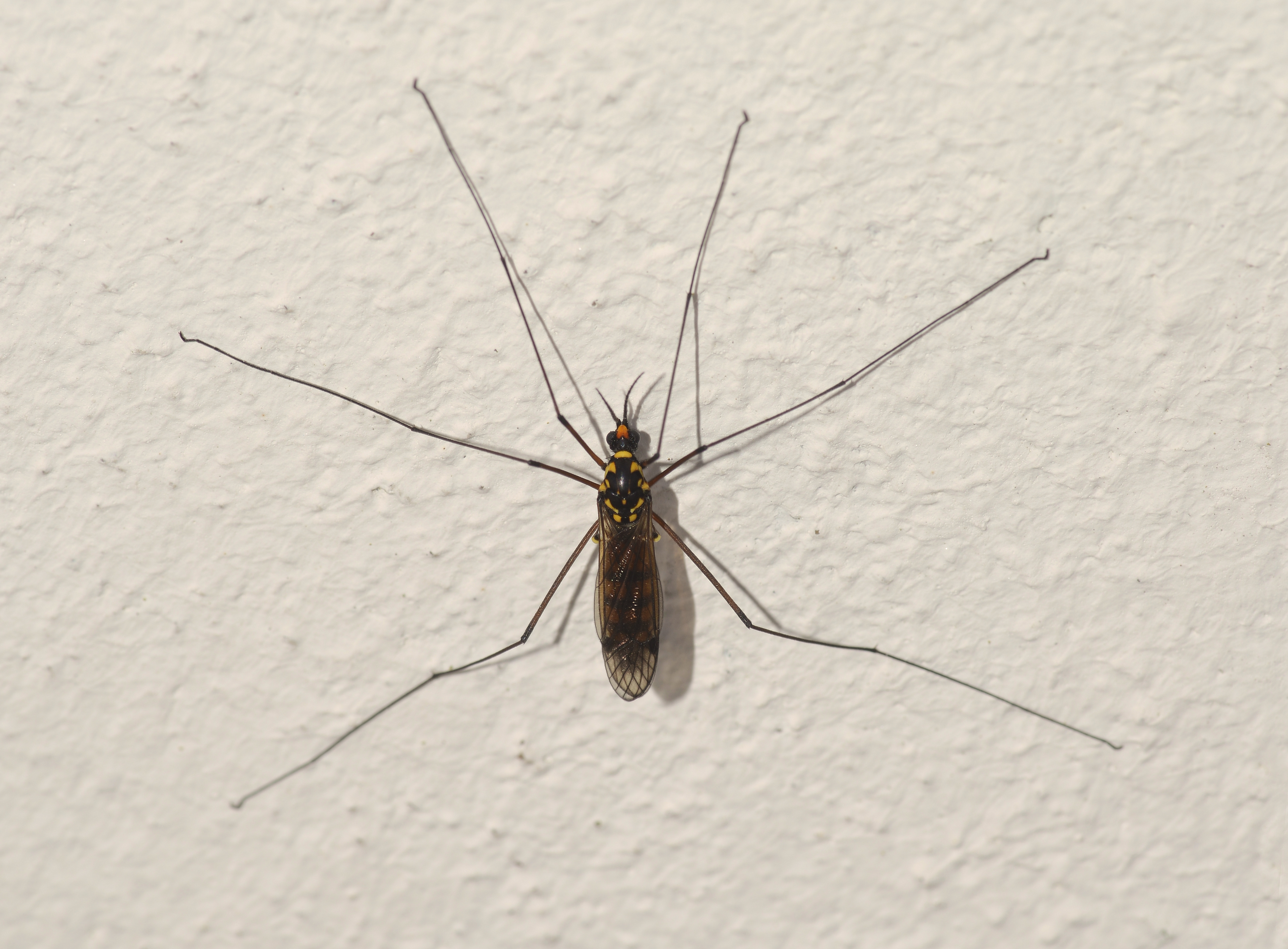

- Tư liệu liên quan tới Nephrotoma crocata tại Wikimedia Commons